# Duggingen
Duggingen (en français : Douquinge) est une commune suisse du canton de Bâle-Campagne, située dans le district de Laufon.

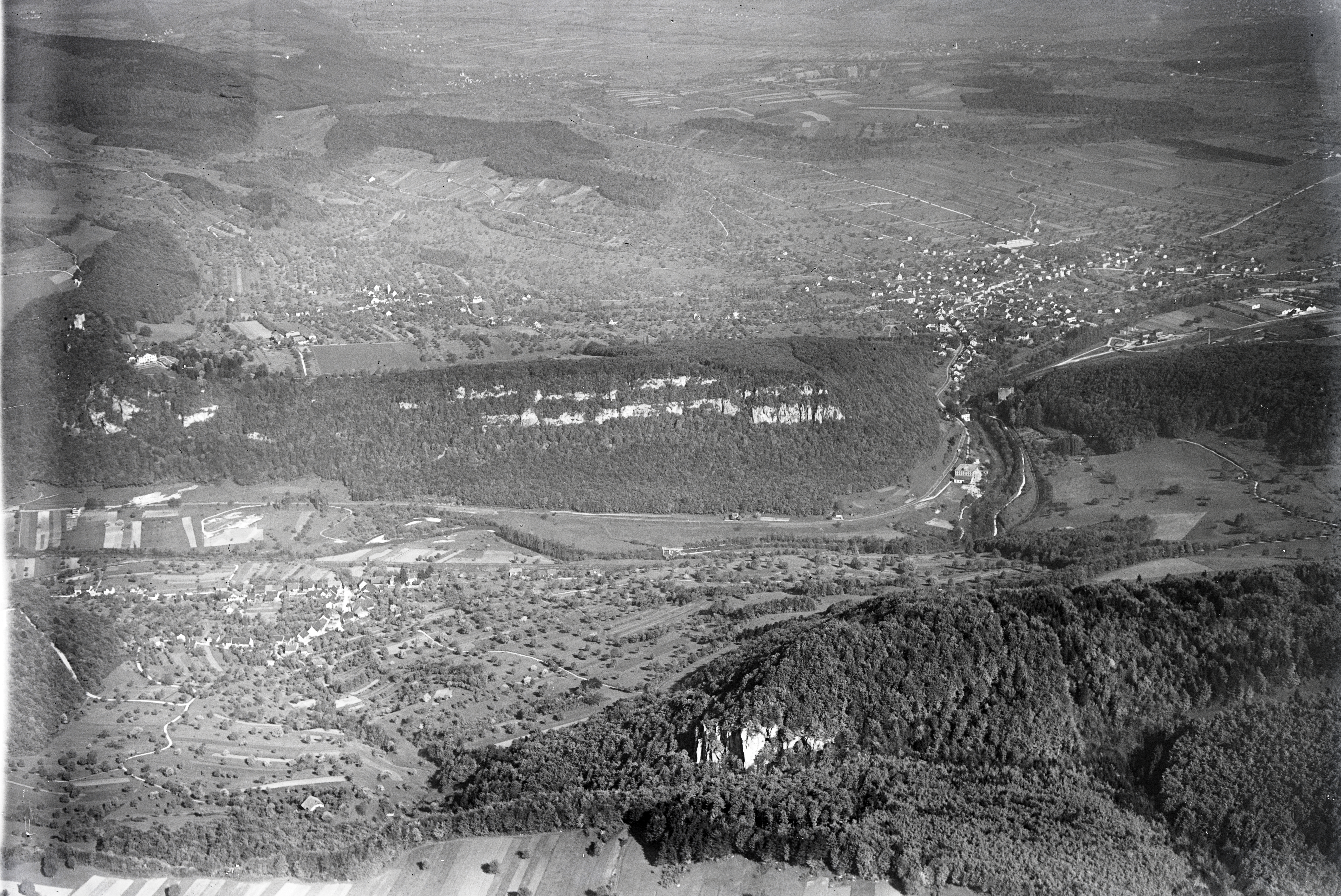
Vue aérienne de 900 m par Walter Mittelholzer (1930)

Ses armoiries sont tirées de la noble famille des de Bärenfels dont il reste encore des ruines de leur château sur le territoire communal. Ce fait est historiquement suffisant pour que Douquinge garde ses armoiries, car depuis qu'elle a cédé aux sirènes de Bâle-Campagne, elle se trouve en concurrence avec le village d'Arisdorf qui possède les mêmes armoiries.

## Transports
- Ligne ferroviaire CFF Delémont-Bâle, à 12 km de Bâle et à 26 km de Delémont.

## Monuments
Le château moyenâgeux d'Angenstein se trouve sur le territoire de la commune de Douquinge.

## Personnalités
- Adolphe Chapuis (1812- ?), astronome amateur, auteur d'une des premières cartes de la Lune, y est né.
- Christian Zeugin (* 1970), Animateur jurassien de radio